# Episema didymogramma
Episema didymogramma är en fjärilsart som beskrevs av Charles Boursin 1955. Episema didymogramma ingår i släktet Episema och familjen nattflyn. Inga underarter finns listade i Catalogue of Life.